# Daniel Arasse
Daniel Arasse (* 5. November 1944 in Oran, Algerien; † 14. Dezember 2003 in Paris) war ein französischer Kunsthistoriker.

## Leben
Arasse absolvierte 1965 die École normale supérieure. Danach nahm er an der Sorbonne das Studium der Kunstgeschichte auf, wobei er sich besonders mit der italienischen Renaissance befasste. André Chastel war einer seiner akademischen Lehrer. Nach der kulturellen Revolution des Pariser Mai 1968 unterrichtete er an der Universität Sorbonne (Paris IV) moderne Kunstgeschichte vom 15. bis 19. Jahrhundert, beginnend 1969, ab 1972 an der Universität Sorbonne (Paris I-Pantheon-Sorbonne).
1972 wurde er für zwei Jahre Mitglied der École française de Rome. Zwischen 1982 and 1989 war er Direktor des Institut Français de Florence. 1993 wurde er Direktor der renommierten École des hautes études en sciences sociales, EHESS in Paris. Im Alter von 59 Jahren erlag er einer degenerativen Krankheit.
2001 veröffentlichte Arasse eine international beachtete große Monographie über Anselm Kiefer mit Übersetzungen ins Deutsche und Englische.

## Schriften (Auswahl)
- L’Univers de Léonard de Vinci (Les Carnets de dessins). Scepel, Paris 1978.
- L’Homme en jeu. Génies de la Renaissance italienne. 1980.
- L’Ambition de Vermeer. 1993
  - Vermeers Ambition. Übersetzung Hella Faust. Verlag der Kunst, Dresden 1996, ISBN 3-364-00327-0.
- On n’y voit rien. Descriptions. Ed. Denoël, Paris 2000.

deutsch: Guck doch mal hin! Was es in Bildern zu entdecken gibt. DuMont, Köln 2002, ISBN 3-8321-7138-X.
- Anselm Kiefer. 2001.

deutsch: Anselm Kiefer. Schirmer/Mosel Verlag, München 2001, ISBN 3-8296-0014-3.
englisch: Anselm Kiefer. Thames & Hudson. London 2014, ISBN 978-0-500-29161-0.
- Meine Begegnungen mit Leonardo, Raffael & Co. DuMont, Köln 2006, ISBN 3-8321-7673-X.
- Bildnisse des Teufels. Matthes und Seitz, Berlin 2012, ISBN 978-3-88221-588-5.
- Die Guillotine. Die Macht der Maschine und das Schauspiel der Gerechtigkeit. Hamburg 1988, ISBN 3-499-55496-8.
- mit Andreas Tönnesmann: Der europäische Manierismus. Beck, München 1997, ISBN 3-406-42755-3.
- Leonardo da Vinci. Aus dem Französischen von Stefan Barmann und Regina Schmidt-Ott. DuMont, Köln 2002, ISBN 3-8321-7150-9.
- Leonard de Vinci. Paris 2011, ISBN 978-2-7541-0581-1. (Postum publ.)